# Moschiola indica
El ciervo ratón de la India (Moschiola indica) es una especie de mamífero artiodáctilo de la familia Tragulidae que habita en India, y quizá en Nepal. Tiene una longitud de 57,5 cm con una cola de 2,5 cm; pesa alrededor de 3 kg. Vive en la selva y tiene hábitos nocturnos. Actualmente se considera el género Moschiola integrado por tres especies incluyendo también a Moschiola kathygre y Moschiola meminna.